# 龙鸠尸卑那
龙鸠尸卑那（?—?），南北朝时焉耆王，焉耆王龙熙的后裔。
龙鸠尸卑那倚仗地势凶险，常常侵扰北魏使者。448年，魏太武帝派成周公万度归攻击，龙鸠尸卑那失去边守左回和尉犁两城。员渠被围，龙鸠尸卑那遂率领四五万人出城守险拒敌，失败后单骑逃入山中。后来龙鸠尸卑那被岳父龟兹王厚待。